# Boldenon
Boldenon (vývojové kódové jméno RU-18761) je přirozeně se vyskytující anabolicko-androgenní steroid (AAS) a 1 (2) - dehydrogenovaného analog testosteronu.      Boldenoney nebyl prodáván jako farmaceutický léčivý přípravek, používá se undecylenát boldenonu, tj. undecylenátového esteru.   

## Farmakologie
Stejně jako ostatní AAS je boldenon agonistou androgenního receptoru (AR).  Aktivita boldenonu je převážně anabolická, s nízkou androgenní účinností. Boldenon zvyšuje retenci dusíku, syntézu proteinů, zvyšuje chuť k jídlu a stimuluje uvolňování erytropoetinu v ledvinách.  Boldenon byl syntetizován ve snaze vytvořit dlouhodobě působící injektovatelný metandienon pro poruchy nedostatku androgenu. Boldenon působí podobně jako metandienon s méně nežádoucími androgenními účinky. Ačkoli běžně srovnáván s nandrolonem, boldenon postrádá interakci progesteronového receptoru a přidružené progestogenní vedlejší účinky.

## Chemie
Boldenon, také známý jako Δ 1 -testosteron, 1-dehydrotestosteron, nebo androsta-1,4-dien-17β-ol-3-on, je přirozeně se vyskytující androstan steroid a derivát z testosteronu.    Jedná se konkrétně o testosteron s dvojnou vazbou navíc mezi uhlíky C1 a C2.    Příbuzná sloučenina je quinbolone, 17- cyklopentenyl enol- etheru z boldenon.  

### Zdroje
Boldenon se vyskytuje přirozeně ve vůni Ilybius fenestratus, druhu vodního brouka. 

## Historie
Ciba prokazatelně patentoval boldenone v roce 1949.  V 50. a 60. letech 20. století vyvinul několik experimentálních esterů drogy.  Jedním z nich byl undecylenát boldenonu, který byl zaveden pro klinické použití pod značkou Parenabol a měl použití v pozdních šedesátých a počátku sedmdesátých let.  Nicméně, to skončilo před koncem sedmdesátých lét.  Následně byl boldenon undecylenát zaveden společností Squibb pod značkou Equipose pro veterinární použití, nejčastěji u koní. 

## Společnost a kultura
Boldenone je obecný název léku.    

### Obchodní značky
Boldenon je prodáván jako veterinární lék jako boldenon undecylenate (derivát boldenonu) pod následujícími obchodními názvy: Boldebal H, Equipoise a Sybolin.  Je uváděn na trh jako veterinární lék s methandriolem pod značkou Drive. 

### Doping ve sportu
Existuje mnoho známých případů dopingu ve sportu s undecylenatem boldenonu profesionálními sportovci.